# منطقة شيفبوري
شيفبوري رمزها «SV» (بالإنجليزية: Shivpuri)‏ ، هو تقسيم إداري لدولة الهند تتبع ولاية مدية برديش (بالإنجليزية: Madhya  Pradesh)‏ ، مركزها هو مدينة شيفبوري (بالإنجليزية: Shivpuri)‏ عدد سكانها حسب تعداد سنة 2001 هو 1,440,666 ، مساحتها 10,290 كم² وكثافة السكان 140 لكل كم² .